# Земо Хіза
Земо Хіза (груз. ზემო ხიზა) — село в Грузії.
За даними перепису населення 2014 року в селі проживає 75 осіб.